# 十一酸诺龙
十一酸诺龙（英語：或 nandrolone undecylate，商品名为Dynabolon、Dynabolin、Psychobolan），分子式C29H46O3，是一种雄激素和同化類固醇（AAS）药物，是19-去甲睾酮17β羟基的十一酸酯化产物。十一酸诺龙在1960年代开发，曾在法德意摩等国上市，但现已停产。

19-去甲睾酮（Nandrolone，诺龙），十一酸诺龙的最终活性形式